# 花桥镇 (德兴市)
花桥镇，是中华人民共和国江西省上饶市德兴市下辖的一个乡镇级行政单位。

## 行政区划
花桥镇下辖以下地区：
梨园社区、富家坞社区、园林社区、花桥村、昭林村、黄柏洋村和渔塘村。